# Guaiana Essequiba

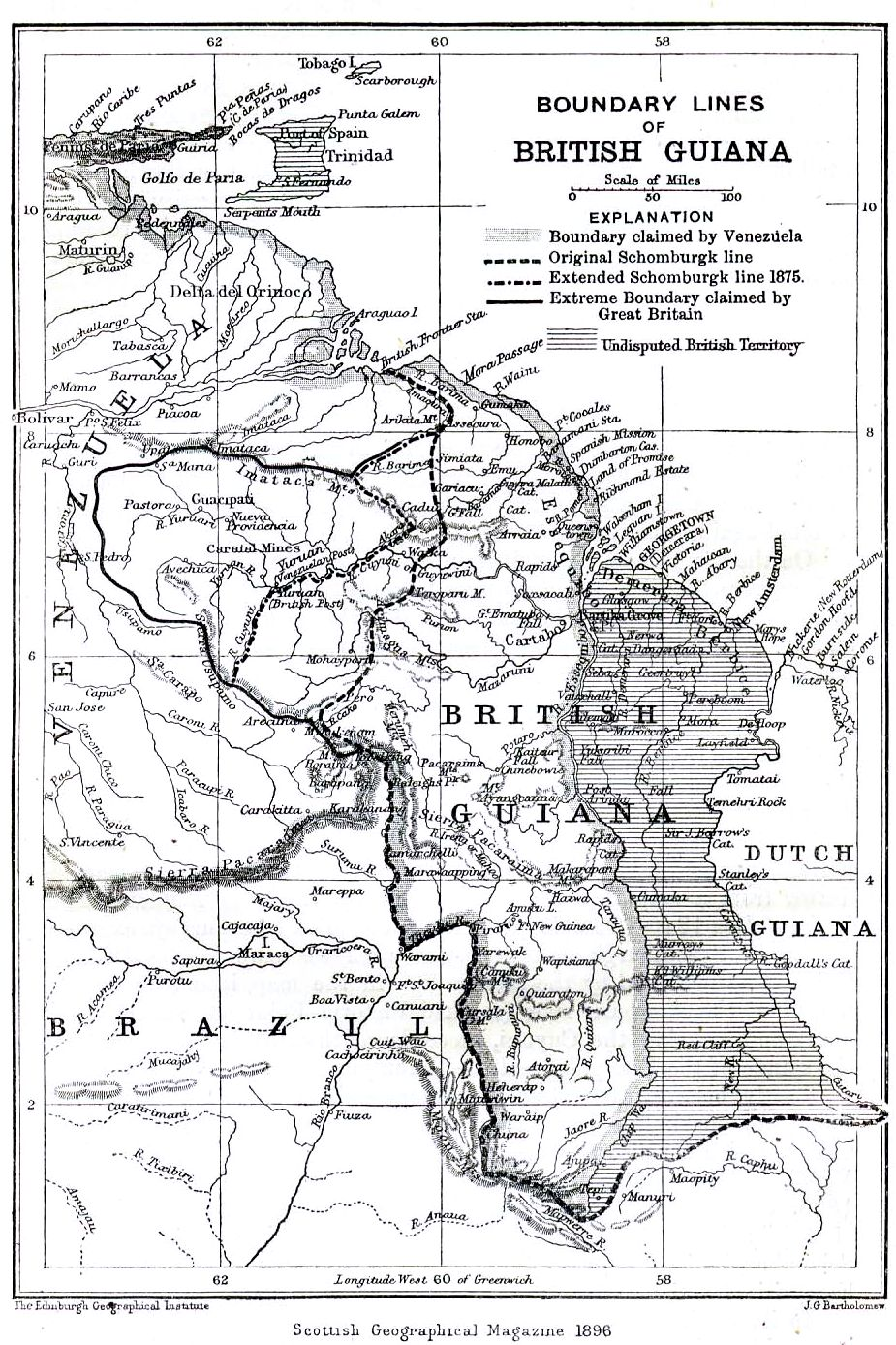
Mapa anglès de l'antiga Guaiana Britànica i les diverses línies de delimitació estipulades, que mostren les màximes aspiracions britàniques, i el riu Essequibo que Veneçuela considera com la seva frontera (1896).

La Guaiana Essequiba (en castellà Guayana Esequiba), també coneguda com el territori de l'Essequibo o, a Veneçuela, com a Zona en Reclamació, és el territori del massís de les Guaianes comprès entre els rius Cuyuni i Essequibo que, amb una extensió de 159.500 km², la Guyana ha incorporat dins de les seves fronteres i de la qual Veneçuela reclama la sobirania a escala internacional per mitjà dels acords de Ginebra del 17 de febrer de 1966.
El nom del riu Essequibo (escrit així en anglès i portuguès, i Esequibo en castellà) es deriva del cognom de Juan de Esquivel, lloctinent de Diego Colón durant les primeres dècades del segle xvi. Diversos canvis fonètics derivats de la pronunciació per part d'indígenes i europeus són els responsables de la grafia actual del terme.

La inclusió del territori de l'Essequibo dins de la Guyana està establerta a la seva Constitució del 1980, reformada el 1996, que afirma que 
| « | (anglès) The territory of the State comprises the areas that immediately before the commencement of this Constitution were comprised in the area of Guyana together with such other areas as may be declared by Act of Parliament to form part of the territory of the State. | (català) El territori de l'Estat inclou les àrees que immediatament abans de l'entrada en vigor d'aquesta Constitució estaven incloses dins l'àrea de la Guyana juntament amb altres que poguessin ser declarades com a part del territori de l'Estat per Llei del Parlament. | » |

Aquestes àrees són les que conformaven la colònia de la Guaiana Britànica abans de la seva independència, per a la qual la Gran Bretanya va reconèixer com a límit occidental el riu Essequibo, cartografiat políticament en favor seu l'any 1938.
Per la seva banda, Veneçuela declara, en l'article 10 de la seva constitució de 1999, que 
| « | (castellà) El territorio y demás espacios geográficos de la República son los que correspondían a la Capitanía General de Venezuela antes de la transformación política iniciada el 19 de abril de 1810, con las modificaciones resultantes de los tratados y laudos arbitrales no viciados de nulidad. | (català) El territori i els altres espais geogràfics de la República són els que corresponien a la Capitania General de Veneçuela abans de la transformació política iniciada el 19 d'abril de 1810, amb les modificacions resultants dels tractats i els laudes arbitrals no viciats de nul·litat. | » |

La Capitania General de Veneçuela comprenia els territoris de l'antiga província de Guaiana, que ocupaven la mateixa regió Essequiba.
Després d'apel·lar al govern dels Estats Units, aquest va proposar un arbitratge; es va formar un tribunal el 1899, la decisió del qual forma el Laude arbitral de París. El tractat es va concloure amb la cessió del territori a l'oest del riu Esequibo a Gran Bretanya. Això no obstant, considerant que Veneçuela no va estar representada directament, puix que dos representants del país foren nomenats pels Estats Units no representant l'estat veneçolà, aquesta va declarar la nul·litat del tractat algunes dècades més avant. Posteriorment, Veneçuela i Guyana (independentment) varen signar l'Acord de Ginebra (16 de febrer de 1966) en què es va acordar de crear una comissió mixta per a recercar un mecanisme a fi de donar per acabat el conflicte, després de quatre anys sense arribar a cap mena de resultat es decidí de signar a Trinitat i Tobago el Protocolo de Puerto España amb l'objectiu de prorrogar les discussions per dotze anys, vençudes el 1982, en aquell moment Veneçuela prengué la decisió de no renovar aquest tractat i continuar amb l'Acord de Ginebra per obra del Secretari de les Nacions Unides. De llavors ençà la reclamació està sotmesa a la intermediació de la Secretaria General de les Nacions Unides sota les condicions de l'Acord de Ginebra.
La Guayana Esequiva comprèn la totalitat de regions de Barima-Waimi, Cuyuni-Mazaruni, Pomeroon-Supenaam, Potaro-Siparuni, Alto Takutu-Alto Essequibo i la part occidental de la regió d'Illes Essequibo-Demerara Occidental, totes divisions administratives actualment sota el control de Guyana, no reconegudes per Veneçuela.
El 3 de novembre de 2023 es va dur a terme un referèndum consultiu a Veneçuela, promogut per Nicolás Maduro, per determinar l'estatus de la regió. El referèndum constava de 5 preguntes, l'última de les quals versava sobre la incorporació de la Guaiana Essequiba a Veneçuela i va rebre el suport del 95,93% dels votants. La comunitat internacional va donar suport a Guyana, però el 8 de desembre Maduro va afirmar haver nomenat personal per gestionar la incorporació de l'Esequibo i va signar diversos decrets en un procés es completaria fins al 2030.